# 第22歩兵大隊 (フランス軍)
第22歩兵大隊（だいにじゅうにほへいだいたい、22e bataillon d'Infanterie：22e BI）は、ローヌ県リヨンに駐屯するCENAT隷下のフランス陸軍の後方支援（厚生）大隊である。
兵種は各種、伝統的区分は歩兵である。

## 沿革
- 1776年：ウィーン歩兵連隊として創設される。
- 1791年：第22戦列歩兵連隊となる。
- 1803年：ナポレオン戦争間、各地を転戦する。
- 1914年：第1次世界大戦に参加。

## 最新の部隊編成
- 大隊本部
- 後方支援中隊
- 南東地域音楽隊
- リヨン駐屯地休養ホテル（社交クラブ）
- リヨン駐屯地医療センター
- シャンバラン(Chambaran)分遣隊（イゼール県）
- アジャクシオ分遣隊（コルス＝デュ＝シュド県）

## 大隊の任務
大隊は、フランス本土南東地域各地に駐屯する部隊に対し、福利厚生を提供する。また、担任区域内の駐屯部隊での人員輸送や駐屯地への燃料輸送なども行う。

## 主要装備
- GIAT BM92-G1
- FA-MAS
- P4
- TRM 2000
- TRM 4000